# Preferente Galicia 2018-19
La temporada 2018–19 de la Preferente Galicia de fútbol fue la 79.ª edición de dicho campeonato. Dio comienzo el 25 de agosto de 2018 y finalizó el 26 de mayo de 2019.

## Equipos participantes

### Ascensos y descensos
Un total de 40 equipos disputan la liga, incluyendo 5 descendidos de la Tercera División 2017-18 y 10 ascendidos de la Primera Galicia 2017-18.
| Pos. | Descendidos de 3.ª División |
| ---- | --------------------------- |
| 16.º | Cultural Areas              |
| 17.º | Noia                        |
| 18.º | Barbadás                    |
| 19.º | Negreira                    |
| 20.º | Villalonga                  |

| Pos.        | Ascendidos a 3.ª División |
| ----------- | ------------------------- |
| 1.º (Norte) | Polvorín                  |
| 2.º (Norte) | Paiosaco                  |
| 1.º (Sur)   | Ourense                   |
| 2.º (Sur)   | Porriño Industrial        |

| Pos.         | Descendidos a 1.ª Galicia |
| ------------ | ------------------------- |
| 16.º (Norte) | Residencia                |
| 17.º (Norte) | Betanzos                  |
| 18.º (Norte) | Dumbría                   |
| 19.º (Norte) | Atlético Escairón         |
| 20.º (Norte) | Outeiro de Rei            |
| 15.º (Sur)   | Caselas                   |
| 16.º (Sur)   | Campo Lameiro             |
| 17.º (Sur)   | Gondomar                  |
| 18.º (Sur)   | Erizana                   |
| 19.º (Sur)   | Nogueira de Ramuín        |
| 20.º (Sur)   | Ribeiro (Desaparecido)    |

| Pos.      | Ascendidos de 1.ª Galicia  |
| --------- | -------------------------- |
| 1.º (G.1) | Atlético Coruña Montañeros |
| 1.º (G.2) | Agolada                    |
| 2.º (G.2) | Puebla                     |
| 1.º (G.3) | Sarriana                   |
| 2.º (G.3) | Foz                        |
| 1.º (G.4) | Velle                      |
| 2.º (G.4) | Antela                     |
| 1.º (G.5) | Amanecer                   |
| 2.º (G.5) | Juventud Cambados          |
| 3.º (G.5) | Juvenil de Ponteareas      |

## Grupo Norte

### Clasificación
| Pos. | Equipos                   | PJ | PG | PE | PP | GF  | GC  | Dif. | Pts. |
| ---- | ------------------------- | -- | -- | -- | -- | --- | --- | ---- | ---- |
| 1.   | CD As Pontes              | 38 | 29 | 5  | 4  | 123 | 40  | +83  | 92   |
| 2.   | CSD Arzúa                 | 38 | 24 | 9  | 5  | 88  | 45  | +43  | 81   |
| 3.   | Viveiro CF                | 38 | 24 | 7  | 7  | 101 | 52  | +49  | 79   |
| 4.   | SD Sarriana               | 38 | 22 | 10 | 6  | 71  | 39  | +32  | 76   |
| 5.   | CF Noia                   | 38 | 23 | 7  | 8  | 80  | 51  | +29  | 76   |
| 6.   | Ribadeo FC                | 38 | 19 | 10 | 9  | 63  | 58  | +5   | 67   |
| 7.   | SD Sofán                  | 38 | 16 | 8  | 14 | 74  | 59  | +15  | 56   |
| 8.   | SD Dubra                  | 38 | 17 | 5  | 16 | 67  | 61  | +6   | 56   |
| 9.   | Atlético Arteixo          | 38 | 15 | 10 | 13 | 61  | 46  | +15  | 55   |
| 10.  | At. Coruña Montañeros     | 38 | 14 | 10 | 14 | 54  | 50  | +4   | 52   |
| 11.  | Boimorto CF               | 38 | 13 | 12 | 13 | 65  | 58  | +7   | 51   |
| 12.  | San Tirso SD              | 38 | 13 | 10 | 15 | 58  | 61  | -3   | 49   |
| 13.  | Puebla CF                 | 38 | 14 | 7  | 17 | 48  | 53  | -5   | 49   |
| 14.  | Xallas FC                 | 38 | 14 | 7  | 17 | 56  | 63  | -7   | 49   |
| 15.  | CD Foz                    | 38 | 13 | 9  | 16 | 58  | 76  | -18  | 48   |
| 16.  | SD Negreira               | 38 | 14 | 4  | 20 | 45  | 51  | -6   | 46   |
| 17.  | SDC Órdenes               | 38 | 11 | 8  | 19 | 53  | 70  | -17  | 41   |
| 18.  | SD Agolada                | 38 | 7  | 5  | 26 | 47  | 73  | -26  | 26   |
| 19.  | CD Castro                 | 38 | 2  | 4  | 32 | 36  | 138 | -102 | 10   |
| 20.  | Agrupación Estudiantil CF | 38 | 1  | 3  | 34 | 28  | 132 | -104 | 6    |

|  | Ascendido a Tercera División 2019-20. |
|  | Descendido a Primera Galicia 2019-20. |

## Grupo Sur

### Clasificación
| Pos. | Equipos                  | PJ | PG | PE | PP | GF | GC | Dif. | Pts. |
| ---- | ------------------------ | -- | -- | -- | -- | -- | -- | ---- | ---- |
| 1.   | CD Pontellas             | 38 | 25 | 7  | 6  | 85 | 44 | +41  | 82   |
| 2.   | CD Estradense            | 38 | 24 | 9  | 5  | 67 | 28 | +39  | 81   |
| 3.   | UD Atios                 | 38 | 21 | 8  | 9  | 74 | 46 | +28  | 71   |
| 4.   | UD Barbadás              | 38 | 19 | 12 | 6  | 52 | 37 | +15  | 69   |
| 5.   | Juventud Cambados        | 38 | 17 | 10 | 11 | 70 | 49 | +21  | 61   |
| 6.   | CD Moaña                 | 38 | 17 | 9  | 12 | 70 | 45 | +25  | 60   |
| 7.   | Xuventú Sanxenxo         | 38 | 15 | 12 | 1  | 64 | 46 | +18  | 57   |
| 8.   | CD Beluso                | 38 | 18 | 2  | 18 | 54 | 58 | -4   | 56   |
| 9.   | Villalonga FC            | 38 | 16 | 7  | 15 | 48 | 47 | +1   | 55   |
| 10.  | SD Juvenil de Ponteareas | 38 | 15 | 8  | 15 | 60 | 64 | -4   | 53   |
| 11.  | Mondariz CF              | 38 | 16 | 4  | 18 | 57 | 61 | -4   | 52   |
| 12.  | Cultural Areas           | 38 | 14 | 8  | 15 | 62 | 53 | +9   | 50   |
| 13.  | CD Club Deportivo        | 38 | 14 | 6  | 18 | 58 | 52 | +6   | 48   |
| 14.  | CD Velle                 | 38 | 13 | 8  | 17 | 40 | 56 | -16  | 47   |
| 15.  | Marcón Atlético          | 38 | 12 | 9  | 17 | 33 | 57 | -24  | 45   |
| 16.  | CP Alertanavia           | 38 | 12 | 8  | 18 | 47 | 57 | -10  | 44   |
| 17.  | SD Bande                 | 38 | 12 | 7  | 19 | 58 | 73 | -15  | 43   |
| 18.  | SD Amanecer              | 38 | 10 | 11 | 17 | 44 | 66 | -22  | 41   |
| 19.  | Antela FC                | 38 | 5  | 8  | 25 | 45 | 92 | -47  | 23   |
| 20.  | USD O Grove              | 38 | 6  | 3  | 29 | 31 | 88 | -57  | 21   |

|  | Ascendido a Tercera División 2019-20. |
|  | Descendido a Primera Galicia 2019-20. |